# 亜高山帯針葉樹林

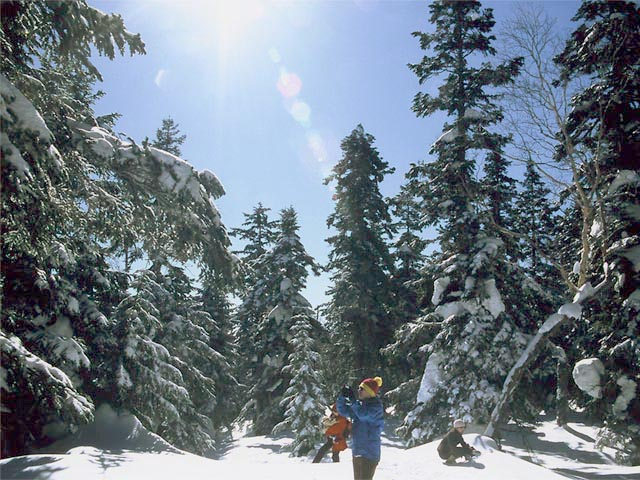
北アルプスの亜高山帯針葉樹林

亜高山帯針葉樹林（あこうざんたいしんようじゅりん）は、北半球の中緯度山岳地帯に成立する森林の一種である。その名のとおり、針葉樹を主体とする針葉樹林である。
日本の亜高山帯針葉樹林は、暖かさの指数で15から45の範囲内で成立するとされている。高度は、西日本から中部地方でおよそ海抜1500mから2500m、北海道では下限は一般には高度数百メートルから、道東・道北の一部では海岸付近から、上限は海抜1000mから1500mに達する。その総面積はおよそ16000平方キロ、日本の総面積の約4.4%である。大半は北海道（11000平方キロ以上）に集中し、中部山岳地帯（約2900平方キロ）がそれに次ぐ。西日本では、四国の石鎚山・剣山周辺と紀伊半島の大峰・大台ヶ原一帯に分布するが、その面積はきわめて小さく、関東や東北地方の亜高山帯林もそれほど規模は大きくない。
高木の樹種は、針葉樹は北海道ではモミ属のトドマツとトウヒ属のエゾマツとアカエゾマツ、本州ではモミ属のシラビソとオオシラビソ、トウヒ属のトウヒほかと、コメツガ、カラマツが中心である。ただし、これらの種類がすべて出そろうのは中部地方から東北南部にかけてに限られ、四国・紀伊半島・東北北部の針葉樹林ではいずれかの種類が欠落する。広葉樹は北海道も本州もほぼ共通で、ダケカンバを中心にドロノキ（ハコヤナギ属）その他のヤナギ類やハンノキ類が混ざる。特に亜高山帯の上限、ハイマツ帯（後述）との境界線（森林限界）付近では、ダケカンバの比率が高くなるため、「ダケカンバ帯」と呼ばれることもある。
本州と北海道の亜高山帯林は、樹種も外観もかなり似かよっているが、以下のような違いがある。
- 本州の針葉樹林はモミ属が圧倒的に中心で、コメツガがそれに次ぎ、トウヒ属は少ないのに対して、北海道の針葉樹林ではモミ属とトウヒ属が互角に近い勢力である。
- 本州では落葉広葉樹林と針葉樹林の境界は比較的明瞭で、両者の混在する地域はあまり広くないが、北海道では両者の混在域（針広混交林）がきわめて広大で、純粋の亜高山帯針葉樹林より広い。高山帯との境界線まで混交林が続く場所も少なくない。
- 本州の亜高山帯林は高い山に分布が限られるため、急峻な地形と貧弱な土壌により大木があまり多くないが、北海道では平地にも分布するため、大木が多い。

亜高山帯針葉樹林は、日本の以外にも、ヨーロッパアルプス・ピレネー山脈・ヒマラヤ山脈・ロッキー山脈など北半球の中緯度地帯に広く分布しており、その南端はアジアでは台湾・ヒマラヤ・ビルマ北部の山岳地帯、アメリカ大陸ではメキシコにまで達する。樹種は針葉樹のトウヒ属・モミ属・マツ属・カラマツ属と、広葉樹のカバノキ属・ハコヤナギ属などが中心である。東アジアと北米では、北方針葉樹林にはない独自の主としてツガ属の針葉樹が加わる場合がある。
中緯度山岳地帯に分布するこれらの亜高山帯針葉樹林は、シベリアやカナダなど高緯度に分布する北方針葉樹林（タイガ）と基本的な構成に類似性がある。これは、氷期に南下してきた北方針葉樹林が、氷期の終わりとともに取り残されて、気温の低い高地に逃げ込んだものが亜高山帯林の起源となっているからである。（ただし、主として降雪量の変化により、日本の氷期の針葉樹林と現在の亜高山帯針葉樹林では各樹種の勢力関係に違いがある）

## 偽高山帯
針葉樹は、ハイマツを例外として、直立的な樹形のために極端な多雪に対して弱い。東北地方に亜高山帯針葉樹林が少ないのは、この地域が世界でも屈指の多雪地帯だからと考えられている。特に降雪量の多い日本海沿いの山（飯豊山・朝日連峰・月山・鳥海山など）では亜高山帯針葉樹林がほとんど、あるいはまったく欠落しており、太平洋側の山（八甲田山・八幡平・早池峰山など）では、針葉樹の中では比較的多雪環境に強いオオシラビソだけ、あるいはそれにコメツガを交えた針葉樹林が成立する。針葉樹林の欠落している山では、ミズナラ・ダケカンバ・ブナなどの落葉広葉樹が低木化した森が森林限界まで続いている。この森林帯を偽高山帯と呼ぶ場合もある。

## ハイマツ林

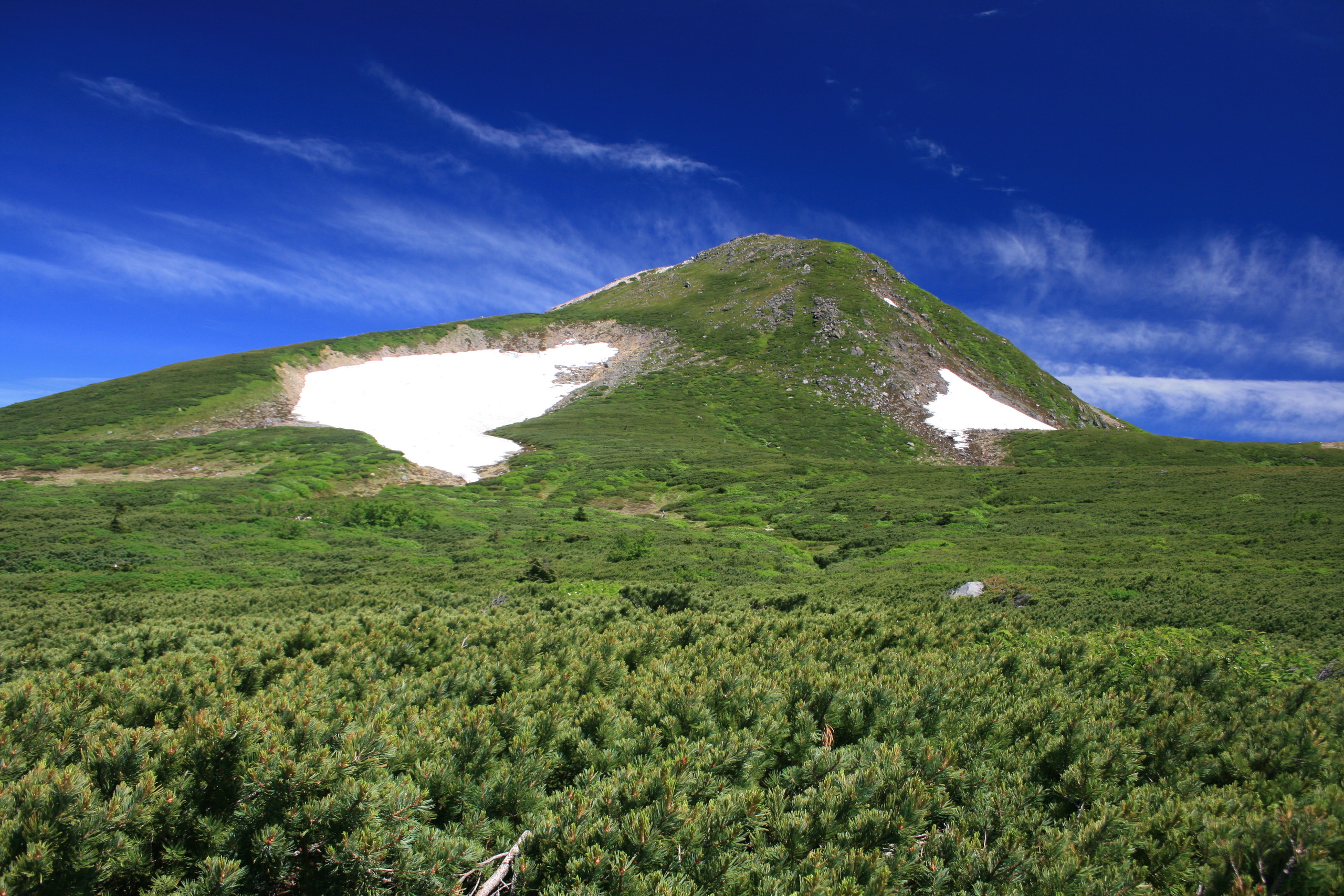
白山山頂部の高山帯に分布するハイマツ林の一例

ハイマツも針葉樹の一種であり、亜高山帯林の上部に群落を作る。しかしその樹形が一般の針葉樹とはまったく違うこと、林内の景観が亜高山帯林とはまったく一変していることから、ハイマツ林は高山帯の一部と見られることが多い。しかし、ハイマツの分布の中心である東シベリアではハイマツは多くの場合グイマツ（カラマツの一種）林の林床に分布すること、ハイマツ林に伴うその他の林床植物が亜高山帯林と共通であること、実際にハイマツ林に入ってみると、シラビソ・オオシラビソなどが低木化して混入していることが多いことなどから、現在はハイマツ林は亜高山帯林の一部であるという考えが主流になっている。